# Soudougui
Soudougui est une commune située dans le département de Soudougui, dont elle est le chef-lieu, de la province de Koulpélogo dans la région du Centre-Est au Burkina Faso.

## Santé et éducation
Soudougui accueille un centre de santé et de promotion sociale (CSPS).

## Culture
La culture dans le village est liée aux danses traditionnelles ou warba et la lutte.